# Bargersville
Bargersville est une municipalité américaine située dans le comté de Johnson en Indiana.
Lors du recensement de 2010, sa population est de 4 013 habitants. La municipalité s'étend alors sur une superficie de 4,93 milles carrés (12,77 km2).

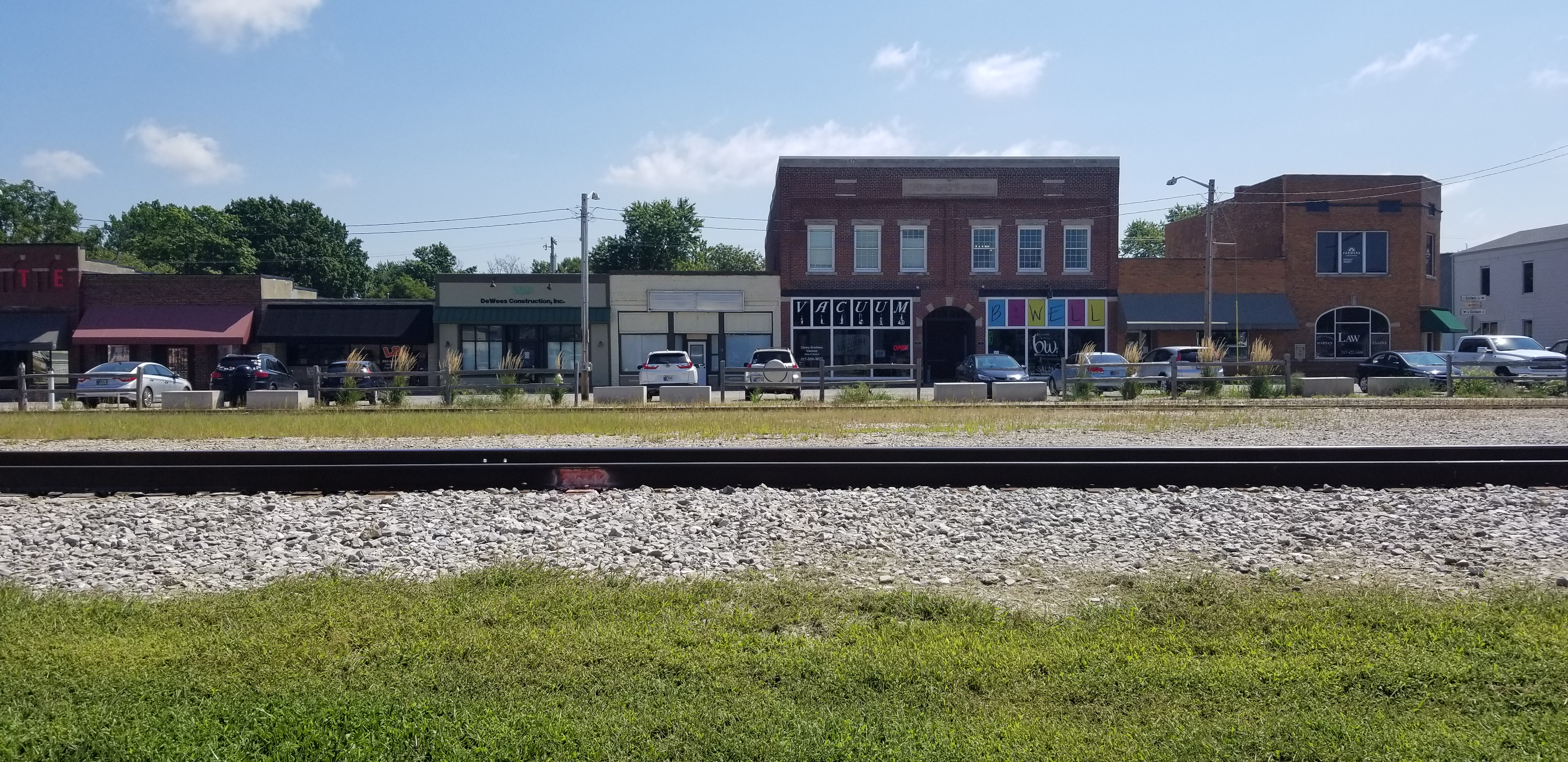
Centre-ville de Bargerville

Bargersville est fondée en 1880. Elle est d'abord appelée New Bargersville, en référence à l'actuelle Old Bargersville (en) elle-même fondée en 1850 par Jefferson Barger.